# Jan Paweł Kruk
Jan Paweł Kruk (ur. 2 grudnia 1943 w Domaniewicach) – polski aktor teatralny i filmowy.

## Życiorys
Absolwent łódzkiej PWSTiF w 1966 roku. W latach 1966–1969 aktor Teatru im. Bogusławskiego w Kaliszu, od 1969 roku występuje na deskach Teatru im. Jaracza w Łodzi. Aktor charakterystyczny, w filmach grywa przeważnie epizody. 
Autor sztuk teatralnych i programów estradowych, m.in. „Walczący konwój”, wystawionego w Murmańsku z udziałem aktorów rosyjskich i polskich oraz „Monte Casino”, pokazywanego m.in. w Londynie i Monte Cassino. 

## Role teatralne
- Opera za trzy grosze Bertolda Brechta reż. Jan Skotnicki – Mackie Majcher
- Cyrano de Bergerac Edmonda Rostanda reż. Andrzej Makarewicz – Cyrano
- Klub kawalerów Michała Bałuckiego reż. Alina Obidniak – Piorunowicz
- Łeztern Feriduna Erola reż. Feridun Erol i Roman Gorzelski – Mac Owiec
- Kwartet Bogusława Schaeffera reż. Mikołaj Grabowski – Wiolonczelista
- Cesarz Ryszarda Kapuścińskego reż. Jerzy Hutek – Poduszeczkowy
- Monte Casino J.P. Kruka reż. Jan Paweł Kruk – Żołnierz – Reporter

## Filmografia (wybór)
- 1960 Szatan z siódmej klasy jako uczeń-harcerz
- 1966 Piekło i niebo  jako pasażer autobusu
- 1966 Z przygodą na ty jako drużynowy (odc. 6)
- 1966 Pieczone gołąbki jako Mietek, narzeczony Ziuty
- 1969 Jak rozpętałem drugą wojnę światową jako marynarz w tawernie
- 1972 Chłopi (serial) jako mieszkaniec Lipiec
- 1974 Ziemia obiecana jako Mateusz, służący Borowieckiego
- 1976 Honor dziecka jako strażak
- 1977 Wszyscy i nikt jako gracz w karty, z oddziału Haka
- 1977 Milioner jako Wiktor, mąż Jadźki
- 1978 Życie na gorąco jako Franz Jakob
- 1979 Placówka jako parobek Hamera
- 1981 Konopielka jako Dunaj
- 1983 Wierna rzeka jako Kozak
- 1984 Vabank II czyli riposta jako specjalista od mokrej roboty
- 1985 Siekierezada jako gajowy
- 1986 Republika nadziei jako kolejarz Kaczmarek
- 1987 Kingsajz jako więzień Muchomor
- 1988 Pogranicze w ogniu jako Zielonka (odc. 8)
- 1989 Gdańsk 39 jako Max Grunbau
- 1992 Kawalerskie życie na obczyźnie jako gospodarz
- 1999 Torowisko jako kolejarz
- 2000 Syzyfowe prace jako Trznadlewski

## Odznaczenia i nagrody
- 1979 – Odznaka Janka Krasickiego
- 1980 – Odznaka Honorowa Miasta Łodzi
- 1980 – Zasłużony Działacz Kultury
- 1999 – Nagroda Marszałka Województwa Łódzkiego z okazji 110-lecia Teatru im. Jaracza w Łodzi